# Іванич-Град
Іванич-Град (хорв. Ivanić-Grad) — місто в Хорватії, адміністративно входить до складу Загребської жупанії. Населення — 14 723 особи, 95 % з яких є хорватами. Через місто протікає річка Лонья. У місті розташований відомий спа-курорт Нафталан.

## Історія
Розташоване приблизно за 30 км на схід від Загреба, Іванич-Град був одним з бастіонів на межі між Хорватією й Османською імперією, що не був порушений протягом сторіч турецької експансії на захід. До кінця дев'ятнадцятого століття османська експансія вже була неактуальна, більшу заклопотаність для хорватів представляло угорське панування. Наполегливі спроби угорської влади нав'язати свою мову в цивільній сфері зустрічали сильний опір з боку жителів Іванич-Града.

## Демографія
Населення громади за даними перепису 2011 року становило 14 548 осіб, 1 з яких назвала рідною українську мову. Населення самого міста становило 9 379 осіб.
Динаміка чисельності населення громади:
Динаміка чисельності населення міста:

## Населені пункти
Крім міста Іванич-Град, до громади також входять:
- Цагинець
- Деановець
- Дережани
- Грабер'є-Іваницько
- Греда-Бреська
- Лепшич
- Лієвий Дубровчак
- Опатинець
- Посавські Бреги
- Пречно
- Преровець
- Шемовець-Бреський
- Шумечани
- Тарно
- Тополє
- Требовець
- Заклепиця
- Зелина-Бреська

## Клімат
Середня річна температура становить 10,99°C, середня максимальна – 25,76°C, а середня мінімальна – -6,20°C. Середня річна кількість опадів – 858 мм.
| Клімат міста                                  | Клімат міста | Клімат міста | Клімат міста | Клімат міста | Клімат міста | Клімат міста | Клімат міста | Клімат міста | Клімат міста | Клімат міста | Клімат міста | Клімат міста | Клімат міста |
| Показник                                      | Січ.         | Лют.         | Бер.         | Квіт.        | Трав.        | Черв.        | Лип.         | Серп.        | Вер.         | Жовт.        | Лист.        | Груд.        |              |
| Середній максимум, °C                         | 6,23         | 8,44         | 13,00        | 17,56        | 22,84        | 25,76        | 24,89        | 24,11        | 20,18        | 15,06        | 9,34         | 5,26         |              |
| Середня температура, °C                       | 0,02         | 2,21         | 6,80         | 11,33        | 16,63        | 19,54        | 20,97        | 20,20        | 16,26        | 11,14        | 5,42         | 1,34         |              |
| Середній мінімум, °C                          | −6,2         | −4           | 0,58         | 5,12         | 10,41        | 13,33        | 17,06        | 16,28        | 12,34        | 7,22         | 1,52         | −2,58        |              |
| Норма опадів, мм                              | 50           | 48           | 57           | 66           | 77           | 91           | 78           | 82           | 79           | 81           | 85           | 64           |              |
| Середньомісячна швидкість вітру, м/с          | 1.90         | 2.10         | 2.50         | 2.40         | 2.20         | 2.00         | 1.96         | 1.80         | 1.80         | 1.83         | 1.90         | 1.90         |              |
| Середньомісячна сонячна радіація, кДж/м²·день | 4167         | 6923         | 10604        | 15138        | 19302        | 21223        | 22230        | 19408        | 14290        | 8801         | 4605         | 3378         |              |
| --------------------------------------------- | ------------ | ------------ | ------------ | ------------ | ------------ | ------------ | ------------ | ------------ | ------------ | ------------ | ------------ | ------------ | ------------ |
| Джерело:                                      |              |              |              |              |              |              |              |              |              |              |              |              |              |

## Культура і освіта
Іванич-Град має давні традиції освіти. Перша школа, яка тут відкрилася називалася "Komunitetna Початкова школа", заснована в Іванич Град 1750 року, пізніше вона перетворилася в так звану тривіальну школу, де викладали курси: німецької і хорватської, релігію. Сьогодні в Іванич-Град функціонують наступні навчальні заклади:
- Основна школа Посавски Брегу (Посавски Брег)
- Основна школа Ђуре Дежелића (Иванић-Град)
- Основна школа Стјепана Басаричека (Иванић-Град)
- Основна школа Јосипа Бадалића (Граберје Иванићко)
- Основна музична школа "Милка Трнина" (Иванић-Град)
- Середня школа "Иван Швеар" (Иванић-Град)